# Нестерово (Рузский городской округ)

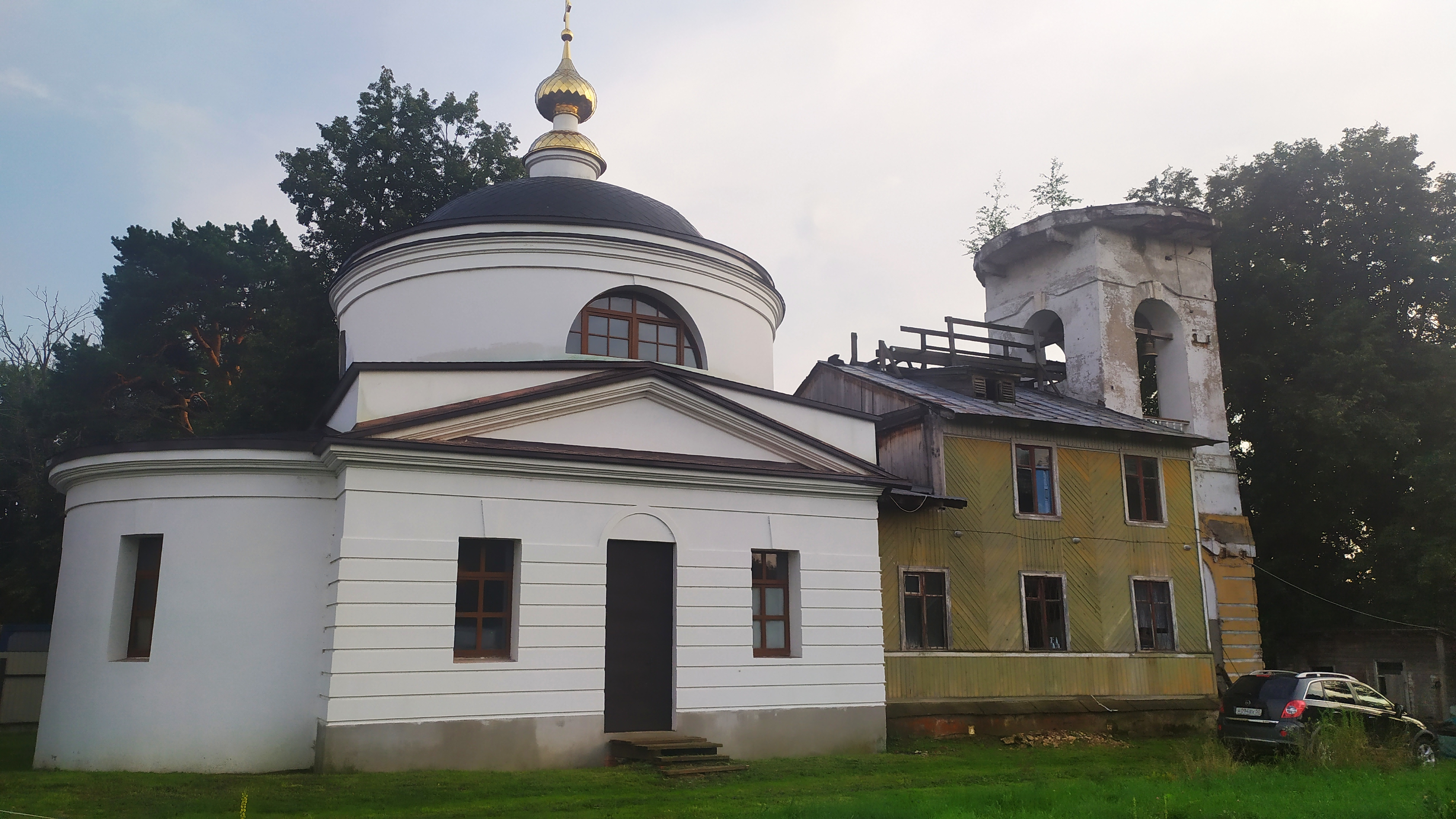
Церковь Преображения Господня в Нестерово

Не́стерово — деревня в Рузском городском округе Московской области России. Административный центр сельского поселения Старорузское. В деревне числится 21 улица.
Население — 1569 жителей (2005).

## География
Расположена на Москве-реке. Находится в 12 км к юго-востоку от окружного центра центра — города Руза, чуть южнее посёлка Старая Руза, и в 82 км к западу от Москвы, на трассе Дорохово — Руза, являющейся частью Большого Московского кольца. Высота центра селения над уровнем моря — 200 м.

## История
Первое упоминание в 1328 году. До 2006 года — центр Старорузского сельского округа.

## Население
| 2002 | 2006  | 2010  |
| ---- | ----- | ----- |
| 2910 | ↘1569 | ↗2595 |

## Достопримечательности
- Церковь Преображения Господня — действующий православный храм Рузского благочиния Московской епархии Русской православной церкви.

## Известные жители

### Уроженцы села
- Дмитрий Алексеевич Комарь (1968 — 1991) — один из трёх погибших защитников «Белого дома» во время августовского путча 1991 года. Герой Советского Союза (посмертно). В 1992 году был посмертно награждён медалью «Защитнику свободной России» № 1.